# لارس مایکلسن
لارس مایکلسن (اسپانیایی: Lars Michaelsen‎؛ زادهٔ ۱۳ مارس ۱۹۶۹) دوچرخه‌سوار اهل دانمارک است.
از باشگاه‌هایی که در آن رکاب زده‌است می‌توان به تیم دوچرخه‌سواری تی‌وی‌ام، تیم دوچرخه‌سواری اف‌دی‌جی، و تیم دوچرخه‌سواری فستینا اشاره کرد.